# Amorphophallus bonaccordensis
Amorphophallus bonaccordensis là một loài thực vật có hoa trong họ Ráy (Araceae). Loài này được Sivad. & N.Mohanan mô tả khoa học đầu tiên năm 1994.